# Banfield
Banfield är en ort i storstadsområdet runt Buenos Aires i Argentina.  Den ligger i provinsen Buenos Aires, omkring 14 km från staden Buenos Aires centrum med 223 898 invånare (2015). Fotbollsklubben CA Banfield kommer från orten.

## Historik
Staden grundades när järnvägen upprättade en station där 1871 och den fick sitt namn efter britten Edward Banfield. Det var brittiska bolag som grundade och drev de största järnvägsbolagen i Argentina och Edward Banfield var chef för Buenos Aires Great Southern Railway. Han insjuknade och dog 1872 och för att hedra honom fick stationen hans namn, och året efter var det namnet på samhället som börjat växa upp runt stationen.
År 1765 sålde ranchägaren Juan de Zamora sin egendom till jesuitorden men när Karl III av Spanien beslutade att tvinga bort orden från kolonierna 1767 lämnade de egendomen. Fastigheten omfattade bland annat det som blev Banfield och hade då namnet Estancia Del Rey men fick namnet Estancia del Estado, 1810, och såldes 1814 till Anacleto Cajigas. År 1815 överfördes den egendomen till Ignacio Correas och hans dotter sålde den 1854 till Gregorio Larios, som i sin tur sålde den till José Plá 1872.
Under Argentinska militärjuntan mellan 1976 och 1983, hade militärjuntan ett av sina hemliga fängelser, Centro clandestino de detención, i Banfield, där personer från den politiska oppositionen torterades och mördades under vad som kom att kallas Smutsiga kriget. Det kallades Pozo de Banfield och är idag ett museum beläget i hörnet Luis Siciliano och Luis Vernet.

## Geografi och klimat
Terrängen runt Banfield är mycket platt. Runt Banfield är det mycket tätbefolkat, med 5 399 invånare per kvadratkilometer.. Närmaste större samhälle är Buenos Aires, 14,8 kilometer norr om Banfield.
Runt Banfield är det i huvudsak tätbebyggt.